# Paul Cabet
Jean-Baptiste Paul Cabet, escultor francés nacido en 1815 Nuits-Saint-Georges y fallecido en 1876. 

## Datos biográficos
Fue alumno de François Rude su padrastro. Habiendo alcanzado él mismo la celebridad, es el autor de la estatua conocida como la Resistencia en testimonio de las luchas heroicas de Dijon en la Guerra Franco-Prusiana de 1870, monumento realizado en colaboración con François Jouffroy. 
Un busto del escultor se erigió en su ciudad natal Nuits-Saint-Georges y actualmente una importante representación de sus obras se conservan en el museo de Orsay de París.

## Principales obras

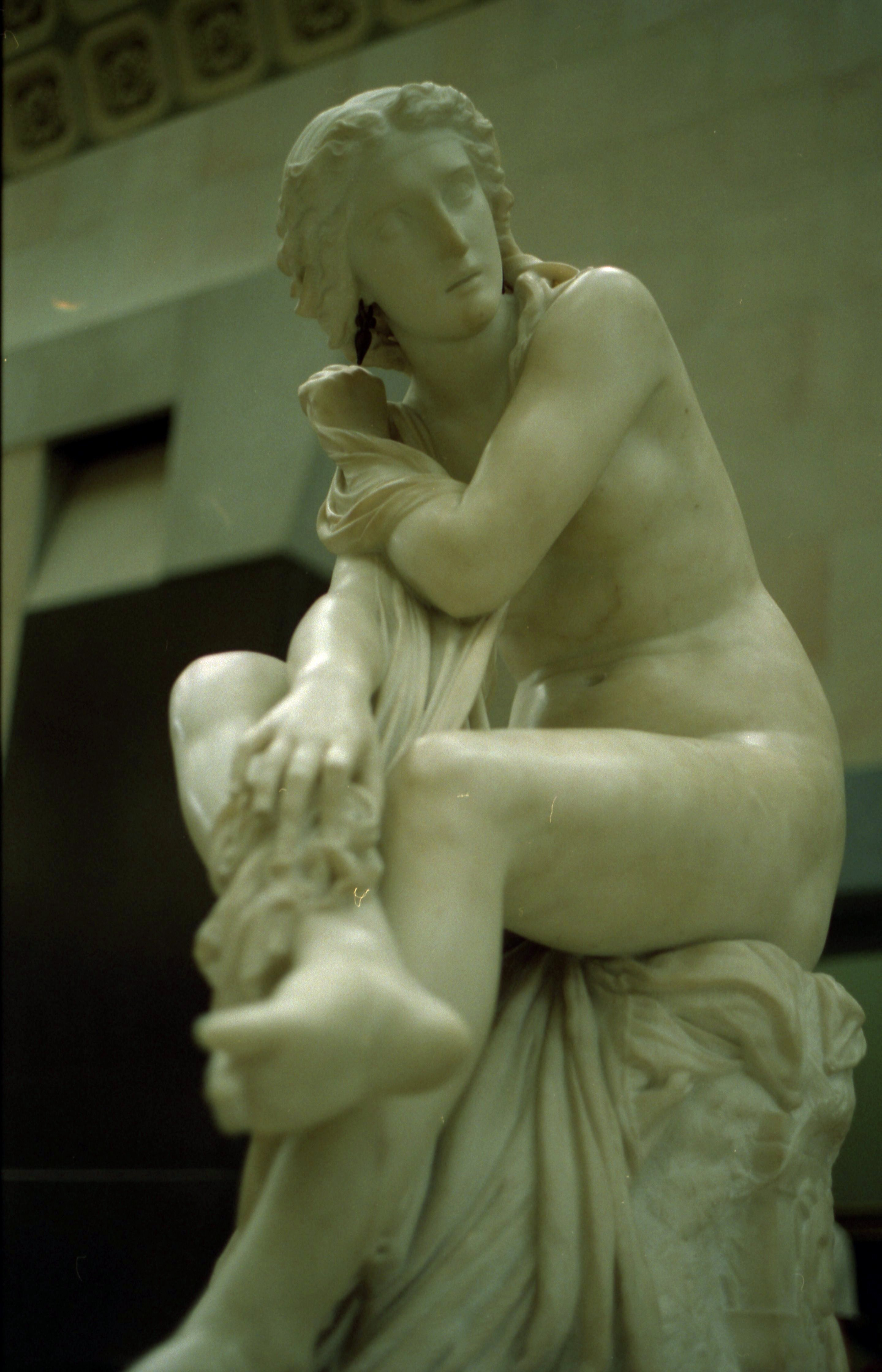
Jean-Baptiste Paul Cabet: Suzanne surprise au bain, Susana sorprendida en el baño 1861

Entre las mejores y más conocidas obras de Paul Cabet se incluyen las siguientes:
- Saint Martin partageant son manteau, Museo de Orsay
- Mil huit cent soixante et onze, Museo de Orsay
- Chant et Poésie, Museo de Orsay
- Désespoir, Museo de Orsay
- Résistance
- Suzanne surprise au bain, 1861, Musée de Orsay

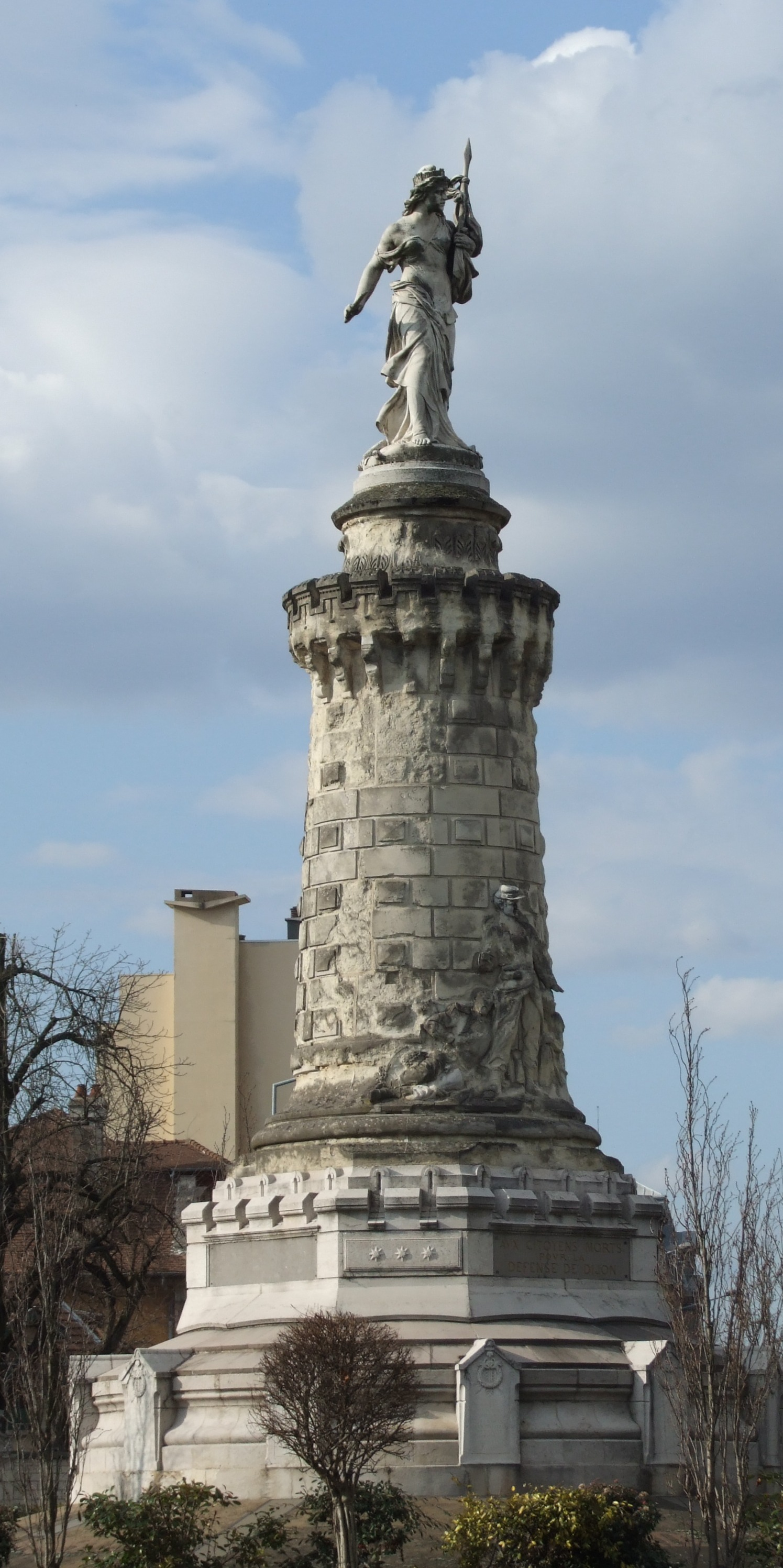
Monumento a l a gloria de los defensores de la villa de Dijon en 1870 (en colaboracion con François Jouffroy). Dijon, Côte-d'Or.
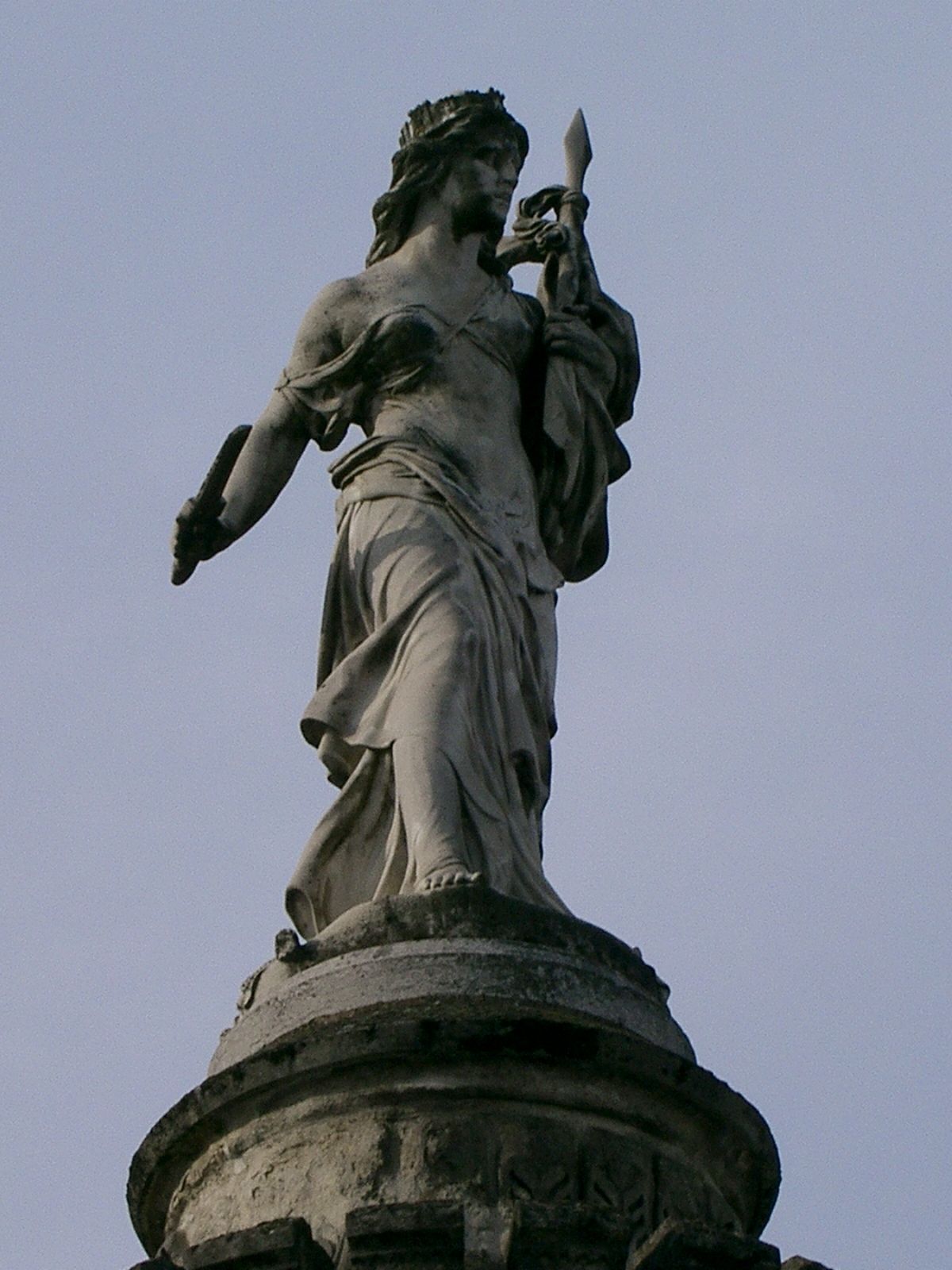
Marianne combatiente en Dijon, detalle de la escultura
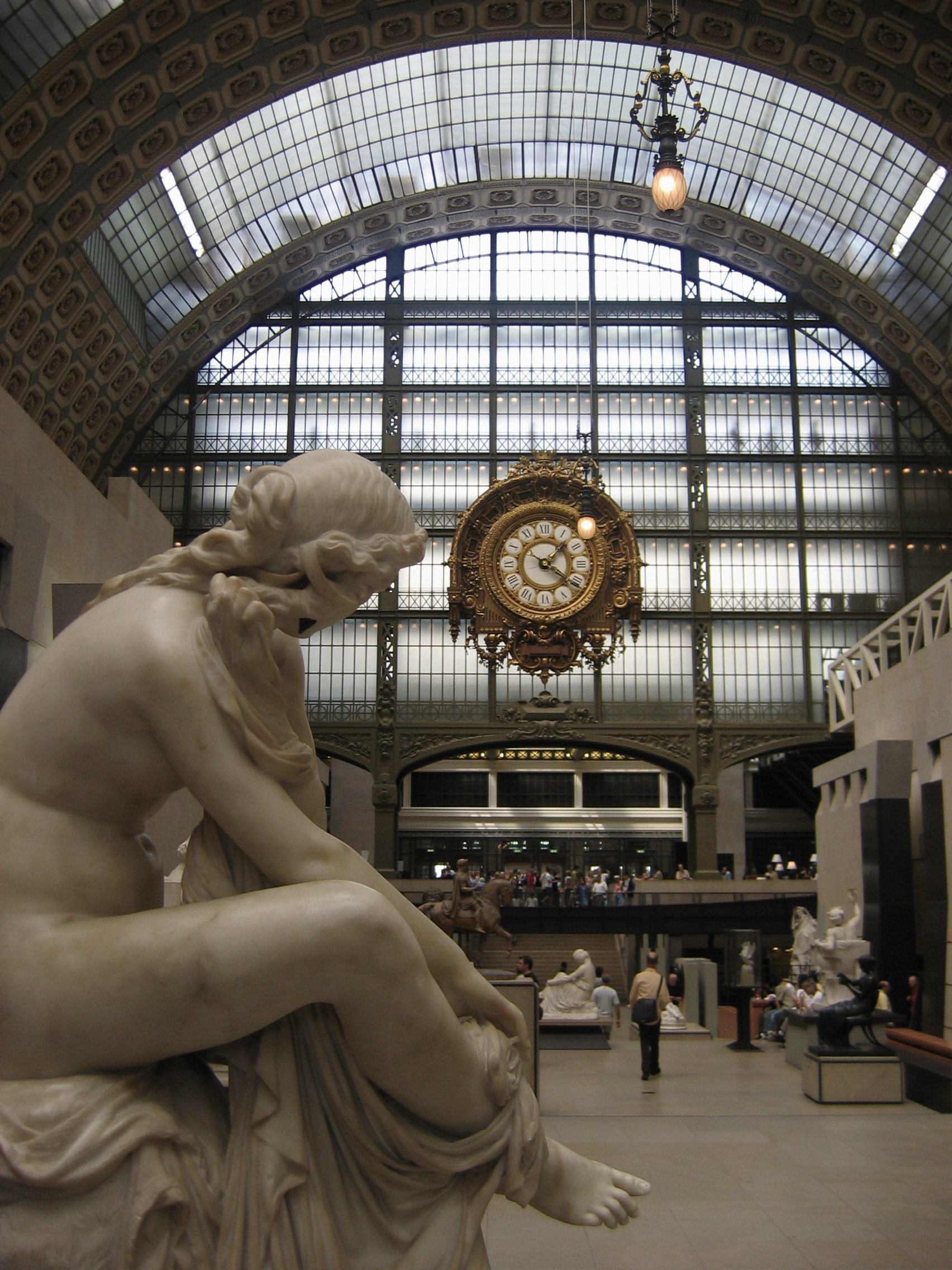
Otro punto de vista de Suzanne surprise au bain en el Museo de Orsay

1. ↑  Paul Cabet Musee-orsay.fr consultado el 25 de mayo , 2009